# Agaon baliolum
Agaon baliolum är en stekelart som beskrevs av Wiebes 1974. Agaon baliolum ingår i släktet Agaon och familjen fikonsteklar.
Artens utbredningsområde är Nigeria. Inga underarter finns listade i Catalogue of Life.